# Noureddine Tayebi
Noureddine Tayebi (en arabe : نور الدين طيبي), né à Alger en 1977, est un entrepreneur algérien. Fondateur de Yassir, il est diplômé de l'École nationale polytechnique d'El Harrach et a décroché un doctorat de l'Université de Stanford.

## Biographie
Noureddine Tayebi est né à Alger en 1977 dans une famille de médecins. Encouragé par sa famille, il postule pour une bourse auprès d'universités américaines et est accepté à Stanford, une prestigieuse université de la côte ouest. Après avoir obtenu son doctorat, Tayebi intègre le laboratoire de recherche et développement d'Intel en 2006. Il y crée une technologie de séquençage de l'ADN pour la médecine de précision et acquiert des compétences en recherche et développement, gestion de produit, marketing et commercialisation. Après huit ans chez Intel, Tayebi quitte son poste et fonde InSense, une entreprise spécialisée dans les nanocapteurs de mouvements qu'il vend à Mojo Vision en 2018.
En 2017, il fonde Yassir, une application de VTC.